# 黃尾梅鯛
黃尾梅鯛，又稱黃尾烏尾鮗、赤腹烏尾鮗、黃梅鯛，俗名烏尾冬仔，為輻鰭魚綱鱸形目烏尾鮗科的其中一個種。

## 分布
本魚分布於印度西太平洋區，包括馬爾地夫、斯里蘭卡、印度、孟加拉、安達曼海、緬甸、泰國、馬來西亞、印尼、越南、台灣、中國、日本、菲律賓、新幾內亞、新喀里多尼亞、澳洲、所羅門群島、密克羅尼西亞、馬里亞納群島、馬紹爾群島、斐濟群島、萬納杜等海域。

## 深度
水深3至60公尺。

## 特徵
本魚體長為體高的2.4倍。體側及頭部藍色，向後變為黃綠色，腹部白色，但死亡後，腹部變紅色。胸鰭、腹鰭淡紅色，背鰭、尾鰭黃色。背鰭硬棘10枚、軟條15枚；臀鰭硬棘3枚、軟條11枚。側線鱗片數45至51枚。體長可達60公分。

## 生態
本魚棲息在岩石或珊瑚礁區，以動物性浮游生物為食。

## 經濟利用
食用魚，肉質糜爛，甜度稍弱，以紅燒或油煎食用之。